# Konyaspor
Konyaspor ist ein türkischer Fußballverein aus der zentralanatolischen Stadt Konya und spielt derzeit in der Süper Lig, der höchsten türkischen Spielklasse. Der Verein spielte in den 1980er, 1990er und 2000er Jahren insgesamt 17 Spielzeiten in der Süper Lig und befindet sich in der Ewigen Tabelle der Süper Lig auf dem 19. Platz. Seine erfolgreichste Erstligasaison hatte der Verein in der Saison 2015/16, in der der Klub den dritten Tabellenplatz erreichte. Als weitere wichtige Erfolge sind der Pokalsieg in der Spielzeit 2016/17 und der Supercup-Sieg 2017 hervorzuheben.
Die Vereinsfarben sind grün und weiß. Der Verein wurde am 11. Juli 2012 im Rahmen eines Name-Sponsoringvertrags über vier Jahre von Konyaspor in Torku Konyaspor umbenannt. Mit dieser Namensänderung ging auch die Fusion des Vereins mit dem Drittligisten und zweiten Profiverein der Stadt Konya, mit Konya Şekerspor, einher. Mit der Saison 2016/17 wurde der Verein im Rahmen eines neuen Name-Sponsoringvertrags mit der Unternehmensgruppe Atiker für die Dauer von drei Spielzeiten in Atiker Konyaspor umbenannt. Im September 2019 wurde mit der Holdinggesellschaft İttifak Holding der nächste Name-Sponsoringvertrag abgeschlossen für drei Jahre mit einer Option für weitere zwei Jahre, somit lautet der Vereinsname seit der Saison 2019/20 İttifak Holding Konyaspor.

## Geschichte
| Saison                         | Platz | Liga               |
| ------------------------------ | ----- | ------------------ |
| 65/66                          | 09.   | 2. Liga            |
| 66/67                          | 09.   | 2. Liga            |
| 67/68                          | 11.   | 2. Liga            |
| 68/69                          | 16.   | 2. Liga (Abstieg)  |
| 69/70                          | 06.   | 3. Liga            |
| 70/71                          | 01.   | 3. Liga (Aufstieg) |
| 71/72                          | 09.   | 2. Liga            |
| 72/73                          | 04.   | 2. Liga            |
| 73/74                          | 06.   | 2. Liga            |
| 74/75                          | 13.   | 2. Liga            |
| 75/76                          | 04.   | 2. Liga            |
| 76/77                          | 10.   | 2. Liga            |
| 77/78                          | 09.   | 2. Liga            |
| 78/79                          | 16.   | 2. Liga (Abstieg)  |
| 79/80                          | 05.   | 3. Liga (Aufstieg) |
| 80/81                          | 11.   | 2. Liga            |
| 81/82                          | 04.   | 2. Liga            |
| 82/83                          | 09.   | 2. Liga            |
| 83/84                          | 08.   | 2. Liga            |
| 84/85                          | 02.   | 2. Liga            |
| 85/86                          | 04.   | 2. Liga            |
| 86/87                          | 02.   | 2. Liga            |
| 87/88                          | 01.   | 2. Liga (Aufstieg) |
| 88/89                          | 08.   | 1. Liga            |
| 89/90                          | 07.   | 1. Liga            |
| 90/91                          | 12.   | 1. Liga            |
| 91/92                          | 12.   | 1. Liga            |
| 92/93                          | 16.   | 1. Liga (Abstieg)  |
| 93/94                          | 01.   | 2. Liga            |
| 94/95                          | 05.   | 2. Liga            |
| 95/96                          | 10.   | 2. Liga            |
| 96/97                          | 01.   | 2. Liga            |
| 97/98                          | 02.   | 2. Liga            |
| 98/99                          | 06.   | 2. Liga            |
| 99/00                          | 05.   | 2. Liga            |
| 00/01                          | 03.   | 2. Liga            |
| 01/02                          | 05.   | 2. Liga            |
| 02/03                          | 01.   | 2. Liga (Aufstieg) |
| 03/04                          | 11.   | 1. Liga            |
| 04/05                          | 08.   | 1. Liga            |
| 05/06                          | 07.   | 1. Liga            |
| 06/07                          | 09.   | 1. Liga            |
| 07/08                          | 14.   | 1. Liga            |
| 08/09                          | 16.   | 1. Liga (Abstieg)  |
| 09/10                          | 06.   | 2. Liga (Aufstieg) |
| 10/11                          | 17.   | 1. Liga (Abstieg)  |
| 11/12                          | 05.   | 2. Liga            |
| 12/13                          | 06.   | 2. Liga (Aufstieg) |
| 13/14                          | 11.   | 1. Liga            |
| 14/15                          | 08.   | 1. Liga            |
| 15/16                          | 03.   | 1. Liga            |
| 16/17                          | 09.   | 1. Liga            |
| 17/18                          | 15.   | 1. Liga            |
| 18/19                          |       | 1. Liga            |
| Anmerkungen: 1. 2. 3. 4. 5. 6. |       |                    |

Der Verein wurde im Jahre 1922 unter den Namen Konya Gençlerbirliği gegründet. Im Juni 1965 wurden die beiden Vereine Meramspor und Çimentospor mit Konya Gençlerbirliği fusioniert und traten unter den Namen Konyaspor mit schwarz-weißen Vereinsfarben in der zweiten türkischen Liga auf. 1970 stieg die Mannschaft in die dritte türkische Liga ab. Jedoch konnte Konyaspor nach einem Jahr wieder aufsteigen. Im Jahre 1981 entstand erneut eine Fusion, diesmal mit ihrem Stadtkonkurrenten Konya İdman Yurdu. Von Konyaspor wurde der Name übernommen, von Konya İdman Yurdu die Vereinsfarben. Im Jahre 1988 gelang Konyaspor erstmals der Aufstieg in die höchste Spielklasse. Dort spielte Konyaspor 5 Saisons lang, bis sie in der Saison 1992/93 als Tabellenletzter wieder abstiegen. Nach zehnjähriger Abwesenheit in der Süper Lig wurde die Mannschaft im Jahre 2003 2. Liga-Meister und stiegen nach einer berauschenden Saison mit 68 Meisterschaftspunkten aus 34 Spielen in die Süper Lig auf. Obwohl sich die Mannschaft selten auf den vorderen Tabellenplätzen befand, spielte Konyaspor bis zu der Saison 2008/09 in der höchsten Spielklasse. Als bester Spieler galt der ehemalige Torschützenkönig Zafer Biryol, der in der Saison 2005/06 letztendlich zum Ligakonkurrenten Fenerbahçe Istanbul wechselte. Konyaspor wird in der Saison 2010/11 die 12. Saison in der Turkcell Süper Lig spielen.

### Saison 2007/08: Die Berg- und Talfahrt
Die Saison begann für Konyaspor sehr holprig. In den ersten Spieltagen gab es nur Unentschieden oder Niederlagen. Daraufhin musste Nurullah Sağlam seinen Trainerposten räumen. Außerdem wurde nach dem 13. Spieltag der Präsident ausgetauscht. Die Wende kam mit Ünal Karaman. Mit ihm legte man eine Siegesserie hin und hatte die erfolgreichste Hinrunde der Vereinsgeschichte. Der Rückrundenstart misslang allerdings erneut. Nach 9 Niederlagen in 10 Spielen wurde Ünal Karaman entlassen. Der dritte Trainer der Saison hieß Raşit Çetiner. Mit ihm kam wieder die Wende für Konyaspor. Die Mannschaft sicherte den Klassenerhalt mit dem 14. Platz und spielte auch das folgende Jahr in der Süper Lig. Der erfolgreichste Torschütze von Konyaspor war Murat Hacıoğlu mit 10 Treffern. Am längsten auf dem Platz stand Kaue Caentano da Silva mit 2740 Minuten.

### Saison 2008/09: Die Umstrukturierung und der Abstieg
Bereits am 29. Mai 2008 gab es die Präsidentschaftswahl für die Saison 2008/09, nachdem die Veranstaltung um eine Woche verschoben wurde. Der damalige Präsident, Mustafa Yayla, ließ sich für die Wahl nicht mehr aufstellen. Damit gab es nur noch zwei Kandidaten zur Wahl des Präsidenten, Mehmet Ali Kuntoğlu und Bahattin Karapınar. Mehmet Ali Kuntoğlu konnte sich am Ende des langen Abends neuer Präsident von Konyaspor nennen. Vizepräsident wurde Veli Kurt. Konyaspor hat vor der Saison viele Neutransfers getätigt und sich von einigen Spielern getrennt. Insgesamt hat Konyaspor knapp 20 Millionen YTL (10 Millionen Euro) in Neutransfers investiert, die Folge aus der schlechten Saison im vergangenen Jahr. Vor Saisonbeginn war Konyaspor in verschiedenen Trainingslagern. Das Saisonziel von Konyaspor war ein Platz unter den Besten 10.
Am 17. September 2008 hatte man sich überraschend vom Trainer Raşit Çetiner getrennt. Der neue Trainer von Konyaspor wurde Giray Bulak. Kurioses ereignete sich am 28. November 2008. In den Morgenstunden hatte der Spieler Jonathan Téhoué Konya und Konyaspor ohne triftigen Grund und Erlaubnis des Vereins verlassen. Konyaspor hatte als darauf folgende Maßnahme den Türkischen Fußballverband und FIFA benachrichtigt. Konyaspor beendete die Hinrunde mit nur 17 Punkten aus 16 Spielen auf einem mäßigen 12. Platz. Am 32. Spieltag wurden der bisherige Trainer Giray Bulak, die Co-Trainer Orhan Çıkrıkcı und Serhat Pekmezci sowie der Torwarttrainer Adnan Karahan aus ihren Verträgen entlassen. Der Nachfolger für das Traineramt wurde Ünal Karaman. Trotzdem konnte er die Wende nicht schaffen und Konyaspor stieg wegen des schlechteren Dreiervergleichs in die Bank Asya 1. Lig ab. Der erfolgreichste Torschütze war der erfahrene Innenverteidiger Roman Kratochvíl mit 8 Toren. 2 Tore schoss er allerdings für seinen alten Verein Denizlispor. Am längsten auf dem Platz stand Cihan Haspolatlı mit 2755 Minuten.

### Saison 2009/10: Der direkte Wiederaufstieg
Nach einer hervorragenden Hinrunde in der Bank Asya 1. Lig landete Konyaspor mit nur 2 Niederlagen punktgleich mit dem Tabellenführer auf Rang 2. Beim Rückrundenstart konnte der Verein diesen erfolgreichen Kurs nicht fortsetzen, nach vielen Remis und Niederlagen musste der Trainer Hüsnü Özkara seinen Posten als Trainer bei Konyaspor räumen. Özkaras Nachfolger Fuat Yaman konnte ebenfalls keine Steigerung in der Mannschaftsleistung erreichen und wurde deswegen bereits nach ein paar Spieltagen wieder entlassen. Ein herber Rückschlag für die Mannschaft war der Ausfall des Leistungsträgers Branimir Poljac. Nach einem schweren Autounfall am 2. April 2010 verletzte sich der Norweger mit kroatischen Wurzeln so stark, dass er seine Fußballerkarriere beenden musste. Mit dem dritten Trainer der Saison, Ziya Doğan, bekam die Mannschaft schließlich wieder Kontinuität, erreichte zum Ende der Ligaphase und qualifizierte sich damit als letzte Mannschaft für die Playoff-Phase der Bank Asya 1. Lig. In der Playoff-Phase, die als Vierergruppe ausgetragen wurden, zeigte Konyaspor starke Leistungen und schaffte somit als Playoff-Sieger den direkten Wiederaufstieg in die Süper Lig auf. Der erfolgreichste Torschütze dieser Saison war mit 7 Ligatreffern Branimir Poljac. Insgesamt sahen 116.128 Fans 17 die Heimspiele von Konyaspor. Ein Zuschauerschnitt von 7.634 pro Heimspiel. Dabei schwankten die Zuschauerzahlen zwischen 4.073 und 11.376 Zuschauern.

### Saison 2010/11: Der direkte Wiederabstieg
Wieder in die Süper Lig zurückgekehrt, entschied sich die Klubführung, mit Ziya Doğan, dem Trainer, mit dem die Mannschaft den Aufstieg erreicht hatte, weiter zu arbeiten. Mit Doğan zeigte der Klub einen durchwachsenen Saisonstart und befand sich bis etwa zur Mitte der Hinrunde immer im mittleren Tabellensegment. Anschließend rutschte der Verein in die Abstiegszone und konnte sich bis zum Saisonende von ihr nicht absetzen. Schließlich ging das Team mit dem 16. Tabellenplatz auf einem Abstiegsplatz in die Rückrunde. Nachdem auch in den ersten Spieltagen der Rückrunde sich keine Besserung der Mannschaftsleistung gezeigt hatte, trat Doğan schließlich von seinem Amt zurück. Die Vereinsführung ersetzte Doğan durch den im Abstiegskampf erprobten Trainer Yılmaz Vural. Vural gelang die erhoffte Wende nicht und so stand der Verein bereits nach dem 31. Spieltag, drei Spieltage vor Saisonende als zweiter Absteiger fest. Die Saison beendete der Klub schließlich als Tabellenvorletzter.

### Saison 2011/12: Transfersperre und TFF 1. Lig
Nach dem Abstieg zum Sommer 2011 erlebte Konyaspor eine schwierige Periode. Der serbische Fußballspieler Miloš Mihajlov, der für Konyaspor ab der Saison 2007/08 für die Dauer von zwei Spielzeiten tätig gewesen war, verklagte den Verein bei der FIFA aufgrund noch ausstehender Gehälter. Die verhängte nach einer Überprüfung gegen Konyaspor eine Transfersperre über zwei Jahre und forderte die sofortige Auszahlung von Mihajlovs ausstehendem Gehalt. Dies führte dazu, dass der Verein die kommende Saison lediglich mit den im Kader vorhandenen Spielern und zusätzlich mit Spielern aus den Reserve- und Nachwuchsmannschaften überstehen musste. Darüber hinaus verließen viele gestandene Profis Konyaspor. Als neuen Trainer stellte der Klub Osman Özdemir vor. Dieser war angesichts des finanziell stark angeschlagenen Vereins gezwungen, mit einigen Profis und mit vielen Nachwuchsspielern eine schlagkräftige Mannschaft für die anstehenden Zweitligasaison zu formen. Entgegen den Erwartungen setzte er sich mit der Mannschaft früh an der Tabellenspitze fest und erreichte zum Saisonende durch den 5. Tabellenplatz die Playoffs der 1. Lig. In der ersten Playoff-Runde schied die Mannschaft gegen den späteren Playoff-Sieger Kasımpaşa Istanbul deutlich aus und verfehlte trotz finanzieller Probleme den Wiederaufstieg. Zum Saisonende wurde bekannt gegeben, dass Özdemir den Verein verlassen wird.

### Saison 2012/13: Einstieg von Torku, Fusion mit Konya Şekerspor und Aufstieg
Im Juli 2012 sicherte sich der Süßwarenhersteller und Hauptsponsor Konyaspors, Torku, sich die Namensrechte des Vereins. So wurde der Verein am 11. Juli 2012 in Torku Konyaspor umbenannt. Diese Namensänderung ging auch mit der Fusion mit dem Drittligisten und zweiten Profiverein der Stadt Konya, mit Konya Şekerspor, einher. Die Wettbewerbsrechte von Konya Şekerspor in der TFF 2. Lig wurden nicht aufgegeben. Stattdessen wurde der Verein in Anadolu Selçukluspor umbenannt und wird in Zukunft als Nebenmannschaft Torku Konyaspors in der TFF 2. Lig spielen.
Im Sommer 2012 endete die vor einer Saison verhängte Transfersperre. Diese wurde im Verlauf der abgelaufenen Saison von zwei auf eine Spielzeit reduziert.
Die Vereinsführung ersetzte den Trainer der Vorsaison Osman Özdemir, der trotz beschränkter finanzieller Mittel und eingeschränkten Kaders es bis in die Playoffs schaffte, durch Hüsnü Özkara. Unter diesem Trainer zeigte die Mannschaft einen unverhofft schlechten Saisonstart. Anstatt um den Aufstieg mitzuspielen, rutschte der Verein nach der 0:2-Heimniederlage gegen Kayseri Erciyesspor in den unteren Tabellendrittel. Als Konsequenz dieses schlechten Saisonstarts wurde der Vertrag mit Özkara nach gegenseitigem Einvernehmen aufgelöst.
Nach dem 13. Spieltag präsentierte der Klub den Deutschtürken Uğur Tütüneker als neuen Cheftrainer. Tütüneker gelang der erhoffte Anstieg der Mannschaftsleistung. Die reguläre Saison beendete die Mannschaft unter ihm als Tabellensechster und qualifizierte sich für die Playoffs der Liga. In den Playoffs, in denen der dritte und letzte Aufsteiger per K.-o.-System bestimmt wurde, setzte sich die Mannschaft im Halbfinale gegen Bucaspor durch. Im Playoff-Finale besiegte die Mannschaft Manisaspor mit 2:0 und kehrte nach zwei Jahren wieder in die Süper Lig zurück.

### Seit 2013: Neuzeit
Nach dem Aufstieg in die Süper Lig entschied sich der Verein für eine Fortsetzung der Zusammenarbeit mit Tütüneker. Am 1. Spieltag der Saison traf der Klub mit Fenerbahçe Istanbul auf einen der größten Meisterschaftsfavoriten. Nachdem Konyaspor bereits in der 26. Minute 0:2 in Rückstand geraten war, gelang in der letzten Viertelstunde die Wende. Das Spiel drehte die Mannschaft mit 3:2 zu ihren Gunsten und sorgte für die erste Überraschung der Saison. Im weiteren Saisonverlauf gelang es der Mannschaft nicht, sich von dem unteren Tabellendrittel abzusetzen. Nach der 2:3-Heimniederlage vom 15. Spieltag gegen Kardemir Karabükspor gab Tütüneker seinen Rücktritt bekannt. Nach gegenseitigem Einvernehmen mit der Vereinsführung kam es zu einer Vertragsauflösung. Als Tütünekers Nachfolger wurde Mesut Bakkal eingestellt. Unter diesem Trainer beendete die Mannschaft die Saison auf dem 11. Platz.
Nach der Saison 2013/14 entschied sich die Vereinsführung, auch in der kommenden Saison mit Mesut Bakkal weiterzuarbeiten. Mit der Saison 2014/15 begann der Klub auch seine Spiele in dem neu errichteten 42.042 Zuschauer fassenden Konya Büyükşehir Stadı auszutragen.
Nach dem Abwandern des bisherigen Erfolgstrainers Aykut Kocaman, mit dem der Verein in den letzten drei Jahren seine bisher erfolgreichste Zeit der Vereinsgeschichte erlebte, verpflichtete Konyaspor als dessen Nachfolger Mustafa Reşit Akçay. Mit diesem Trainer, der in seiner bisherigen Karriere durch Überraschungserfolge in den europäischen Pokalwettbewerben und durch gute Nachwuchsförderung auf sich aufmerksam machte, erhoffte sich der Verein für die Zukunft gut aufgestellt zu sein. Neben dem sportlichen Erfolg der letzten Jahre konnte der Verein im Sommer 2017 durch den Verkauf seiner Leistungsträger Riad Bajić, Jagoš Vuković und Barry Douglas an die 10 Millionen Euro an Transfersumme einnehmen und nach langer Zeit wieder schuldenfrei in eine Saison starten. Trotz der Abgabe dieser Leistungsträger konnte der Verein ablösefrei mit Abdou Razack Traoré jenen Spieler verpflichten mit dem der Verein die Saison 2015/16 als Tabellendritter beendete und damit die bis dato beste Erstligaplatzierung erreichte. Nach diesem Erfolg musste der ausgeliehene Traoré, der zu den wichtigsten Leistungsträgern dieser Saison gehörte, an seinen alten Verein Kardemir Karabükspor abgeben werden.
Mit dieser Neuformierung startete Konyaspor auch in die Saison 2017/18 erfolgreich und besiegte als amtierender türkischer Pokalsieger im Supercup den amtierenden türkischen Meister Beşiktaş Istanbul mit 2:1 und holte damit mit dem türkischen Supercup einen weiteren Titel zum ersten Mal in seiner Vereinshistorie.

## Stadien
Das Konya-Atatürk-Stadion (türkisch Konya Atatürk Stadyumu oder  Konya Atatürk Stadı, offiziell Konya Büyükşehir Belediyesi Atatürk Stadyumu) war bis 2014 die Heimstätte von Konyaspor. Das Stadion wurde 1950 fertiggestellt und wird auch seitdem benutzt. Die aktuelle Kapazität beträgt 25.320. Im Jahr 2005 wurde das Stadion mit Sitzplätzen erneuert. Zusammen mit dem Stadion in Balikesir wurde das Konya-Atatürk-Stadion für Radrennen verwendet. 
Im September 2014 wurde das neue Fußballstadion Konya Büyükşehir Stadı am nordwestlichen Stadtrand von Konya nach zwei Jahren Bauzeit eingeweiht. Es entspricht den Kriterien der FIFA und der UEFA. Es war eines von neun Stadien, mit denen sich der türkische Fußballverband (TFF) um die Ausrichtung der Fußball-Europameisterschaft 2016 (offiziell: UEFA Euro 2016™) bewarb, aber gegen Konkurrent Frankreich scheiterte.

## Wappen

Wappen der Großstadt Konya

Das Wappen zeigt den seldschukischen Doppelkopfadler. Dieser ist auch im Stadtwappen abgebildet und stammt von der Tatsache ab, dass die Stadt Konya die Hauptstadt des Rum-Seldschukischen Reiches war.

## Erfolge
- National[2]
  - Türkischer Supercup-Sieger: 2017
  - Türkischer Pokalsieger: 2016/17
  - 4 × Aufstiege in die Süper Lig (damals 1. Ligi)
    - 2013 als Playoff-Sieger der PTT 1. Lig
    - 2010 als Playoff-Sieger der Bank Asya 1. Lig
    - 2003 als Meister der 2. Futbol Ligi A Kategorisi
    - 1988 als Gruppensieger (Gruppe C) der 2. Futbol Ligi

  - 2 × Aufstiege in die TFF 1. Lig (damals Türkiye 2. Futbol Ligi)
    - 1980, aufgrund Ligasystembedingter Zusammenlegung[27]
    - 1971 als Gruppensieger (Gruppe Weiß) der 3. Futbol Ligi

- Regional
  - T.S.Y.D.-Pokal (Ausgabe: Ankara)
    - Sieger: 2013, 2014[2]
    - Finalist: 2016[28]

- International
  - UEFA Europa League – Endturnier-Teilnahmen[29]
    - 2017/18 – Gruppenphase als türkischer Pokalsieger 2017
    - 2016/17 – Gruppenphase als Meisterschaftsdritter 2015/16 der Süper Lig

### Individuelle Erfolge von Spielern
- Zafer Biryol wurde in der Saison 2003/04 mit 25 Toren Torschützenkönig der Süper Lig.

## Ligazugehörigkeit
- 1. Liga: 1988–1993, 1985–1989, 2003–2009, 2010–2011, seit 2013
- 2. Liga: 1965–1969, 1971–1979, 1980–1988, 1993–2003, 2009–2010, 2011–2013
- 3. Liga: 1969–1971, 1979–1980

## Fanfreundschaft

Wappen von Adana Demirspor

Konyaspor hat eine enge Beziehung zu Adana Demirspor. Zum Beispiel unterstützten die Fans von Konyaspor die Mannschaft aus Adana während der Playoffs der Drittligasaison 2007/08 in die Bank Asya 1. Lig, die in Konya im Konya-Atatürk-Stadion stattfanden.
Trotz der Unterstützung gelang der Aufstieg für Adana Demirspor nicht.

## Kader der Saison 2024/25
- Letzte Aktualisierung: 15. Juni 2025[30]

| Nr.        | Nat.       | Name                 | Geburtstag    | im Verein seit | Vertrag bis |
| Tor        | Tor        | Tor                  | Tor           | Tor            | Tor         |
| ---------- | ---------- | -------------------- | ------------- | -------------- | ----------- |
| 1          | Turkei     | Deniz Ertaš          | 20. März 2005 | 2022           | 2027        |
| 13         | Turkei     | Egemen Aydın         | 12. Mai 2007  | 2024           | 2027        |
| 27         | Polen      | Jakub Słowik         | 31. Aug. 1991 | 2024           | 2025        |
| 43         | Turkei     | Ahmet Daş            | 5. Apr. 2000  | 2025           | 2028        |
| Abwehr     |            |                      |               |                |             |
| 3          | Turkei     | Yasir Subaşı         | 1. Jan. 1996  | 2022           | 2025        |
| 4          | Turkei     | Adil Demirbağ        | 10. Dez. 1997 | 2020           | 2027        |
| 5          | Turkei     | Uğurcan Yazğılı      | 9. Apr. 1999  | 2022           | 2026        |
| 12         | Brasilien  | Guilherme Sityá      | 1. Apr. 1990  | 2020           | 2025        |
| 15         | Kroatien   | Josip Čalušić        | 11. Okt. 1993 | 2024           | 2026        |
| 17         | Turkei     | Abdurrahman Üresin   | 5. Jan. 2004  | 2025           | 2028        |
| 20         | Curaçao    | Riechedly Bazoer     | 12. Okt. 1996 | 2024           | 2026        |
| 24         | Serbien    | Nikola Boranijašević | 19. Mai 1992  | 2024           | 2025        |
| 33         | Serbien    | Filip Damjanović     | 2. Juli 1998  | 2024           | 2026        |
| 44         | Turkei     | Mehmet Kaya          | 17. Sep. 2004 | 2025           | 2028        |
|            | Turkei     | Rıdvan Dönmez        | 18. Feb. 2003 | 2024           | 2029        |
| Mittelfeld |            |                      |               |                |             |
| 7          | Turkei     | Tunahan Taşçı        | 29. Apr. 2002 | 2024           | 2027        |
| 8          | Brasilien  | Pedrinho             | 19. Dez. 1996 | 2024           | 2027        |
| 9          | Serbien    | Danijel Aleksić      | 30. Apr. 1991 | 2024           | 2026        |
| 10         | Turkei     | Yusuf Erdoğan        | 7. Aug. 1992  | 2024           | 2026        |
| 11         | Danemark   | Louka Prip           | 29. Juni 1997 | 2023           | 2025        |
| 16         | Serbien    | Marko Jevtović       | 24. Juli 1993 | 2024           | 2026        |
| 18         | Senegal    | Alassane Ndao        | 20. Dez. 1996 | 2024           | 2026        |
| 19         | Turkei     | Kaan Akyazı          | 27. Aug. 2005 | 2025           | 2028        |
| 26         | Ghana      | Emmanuel Boateng     | 17. Juni 1997 | 2024           | 2026        |
| 28         | Frankreich | Hamidou Keyta        | 17. Dez. 1994 | 2024           | 2026        |
| 35         | Turkei     | Oğulcan Ülgün        | 11. Mai 1998  | 2021           | 2026        |
| 42         | Norwegen   | Morten Bjørlo        | 4. Okt. 1995  | 2025           | 2027        |
| 77         | Turkei     | Mehdi İbrahimoğlu    | 17. Juli 2000 | 2024           | 2027        |
| Sturm      |            |                      |               |                |             |
| 22         | Turkei     | Umut Nayir           | 28. Juni 1993 | 2024           | 2026        |
| 91         | Turkei     | Melih Bostan         | 8. Apr. 2004  | 2024           | 2027        |
| 99         | Slowenien  | Blaž Kramer          | 1. Juni 1996  | 2024           | 2027        |

## Rekordspieler
| Rang                     | Name             | Einsätze | Zeitraum  |
| ------------------------ | ---------------- | -------- | --------- |
| 01.                      | Ömer Ali Şahiner | 217      | 2013–0000 |
| 02.                      | Ali Turan        | 156      | 2013–2020 |
| 03.                      | Nejc Skubic      | 155      | 2016–0000 |
| 04.                      | Serkan Kırıntılı | 153      | 2015–0000 |
| 05.                      | Ömer Gündostu    | 145      | 2003–2009 |
| 05.                      | Ali Çamdalı      | 145      | 2013–2019 |
| 07.                      | Deni Milošević   | 142      | 2016–0000 |
| 08.                      | Tayfun Türkmen   | 124      | 2003–2007 |
| 09.                      | Mustafa Er       | 113      | 2005–2009 |
| 10.                      | Suat Kaya        | 109      | 1988–1992 |
| 10.                      | Yasin Çelik      | 109      | 2003–2007 |
| Stand: 31. Dezember 2020 |                  |          |           |

| Rang                     | Name             | Tor | Einsätze | Tor/Spiel |
| ------------------------ | ---------------- | --- | -------- | --------- |
| 01.                      | Zafer Biryol     | 43  | 70       | 0,61      |
| 02.                      | Ömer Ali Şahiner | 29  | 217      | 0,13      |
| 03.                      | Riad Bajić       | 26  | 91       | 0,29      |
| 04.                      | Tayfun Türkmen   | 21  | 124      | 0,17      |
| 05.                      | Murat Hacıoğlu   | 17  | 67       | 0,25      |
| 06.                      | Nejc Skubic      | 16  | 155      | 0,1       |
| 07.                      | Kayhan Kaynak    | 15  | 52       | 0,29      |
| 08.                      | Sinan Bayraktar  | 15  | 63       | 0,24      |
| 09.                      | Nedim Demirbilek | 14  | 90       | 0,16      |
| 010.                     | Salih Eken       | 14  | 105      | 0,13      |
| Stand: 31. Dezember 2020 |                  |     |          |           |

## Bekannte ehemalige Spieler (Auswahl)
- Ayman Abdelaziz
- Sedat Ağcay
- Muhammet Akagündüz

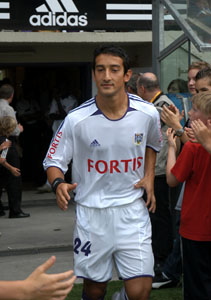
Serhat Akın
- Altan Aksoy
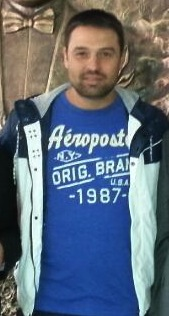
Fatih Akyel
- Erhan Albayrak
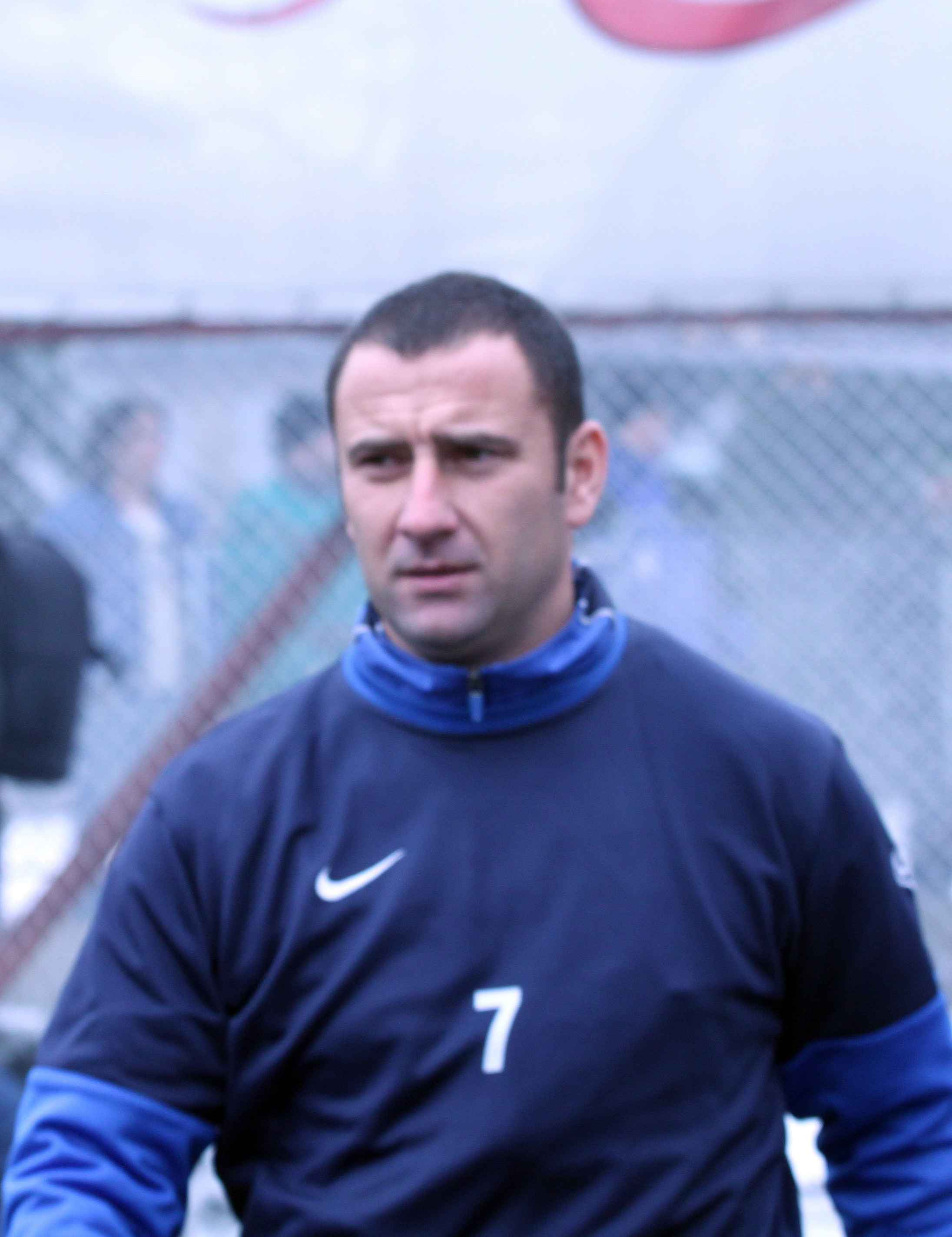
Alexandar Alexandrow
- Oğuzhan Bahadır
- Riad Bajić
- Elvir Baljić
- Sedat Balkanlı
- Mertol Karatay Batista
- Sinan Bayraktar
- Gustave Bebbe
- Ahmed Belal
- Zafer Biryol 2
- Alioum Boukar
- Ümit Bozkurt
- Bülent Bölükbaşı
- Yasin Çelik
- Veysel Cihan
- Zafer Demir
- Nedim Demirbilek
- Cyril Domoraud
- Barry Douglas
- Salih Eken
- Abdel Zaher El-Saqua
- Mustafa Er
- Ceyhun Eriş
- Sertan Eser
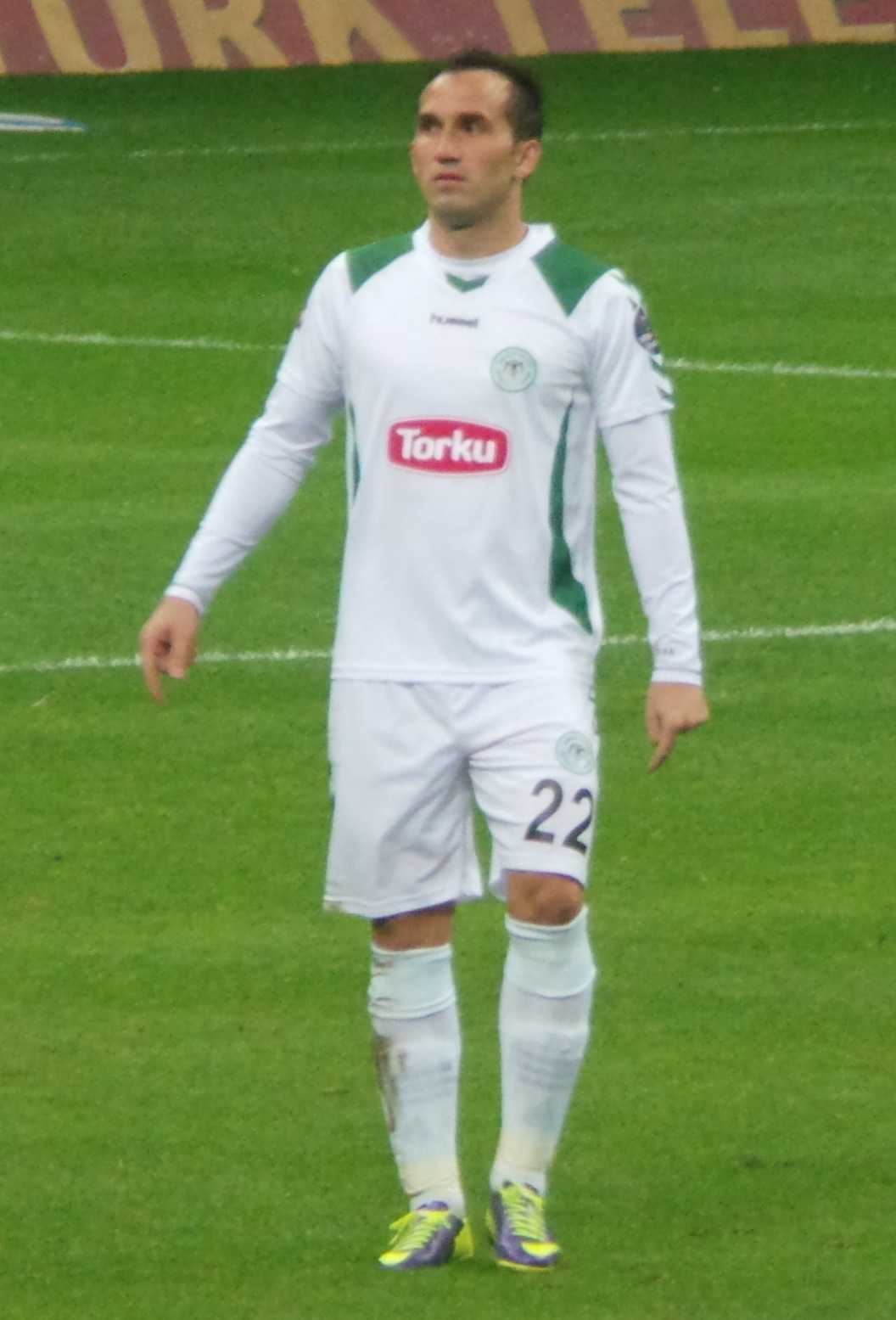
Theofanis Gekas
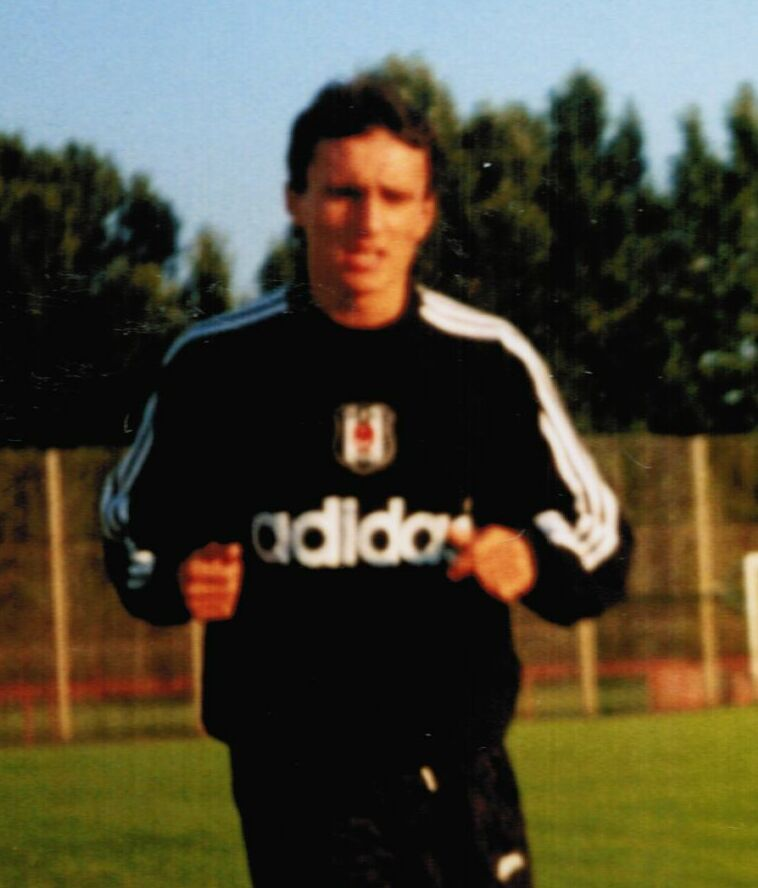
Sertan Eser
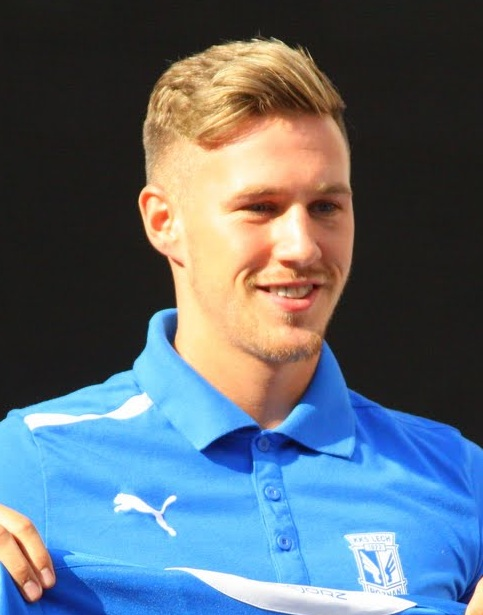
Barry Douglas

- Kaies Ghodhbane
- Peter Grajčiar
- İsmail Güldüren
- Ömer Gündostu
- Murat Hacıoğlu
- Ömer Hacısalihoğlu
- Ioan Hora
- Aljaksandr Hleb
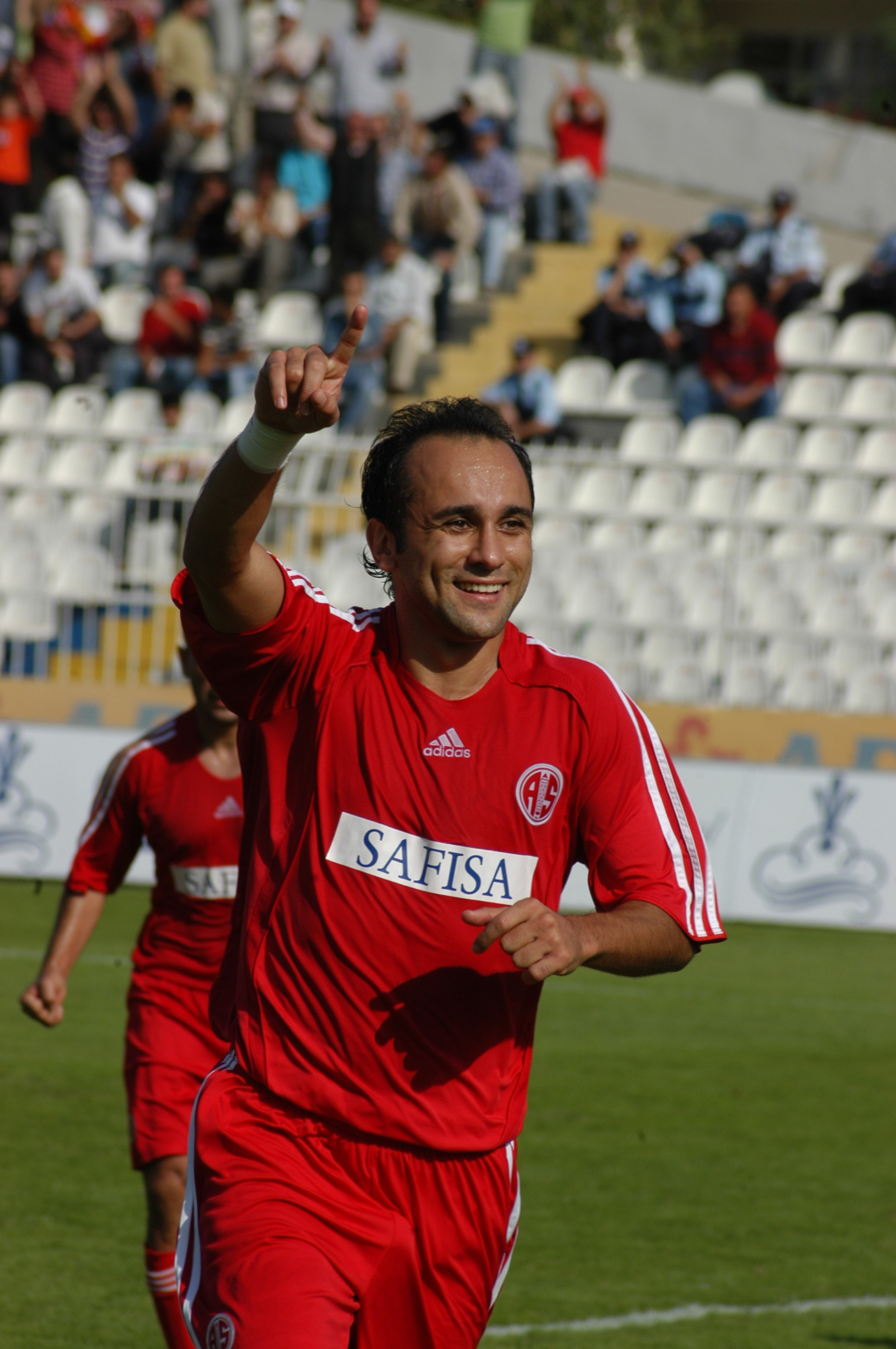
Cenk İşler
- Jefferson
- Dossa Júnior
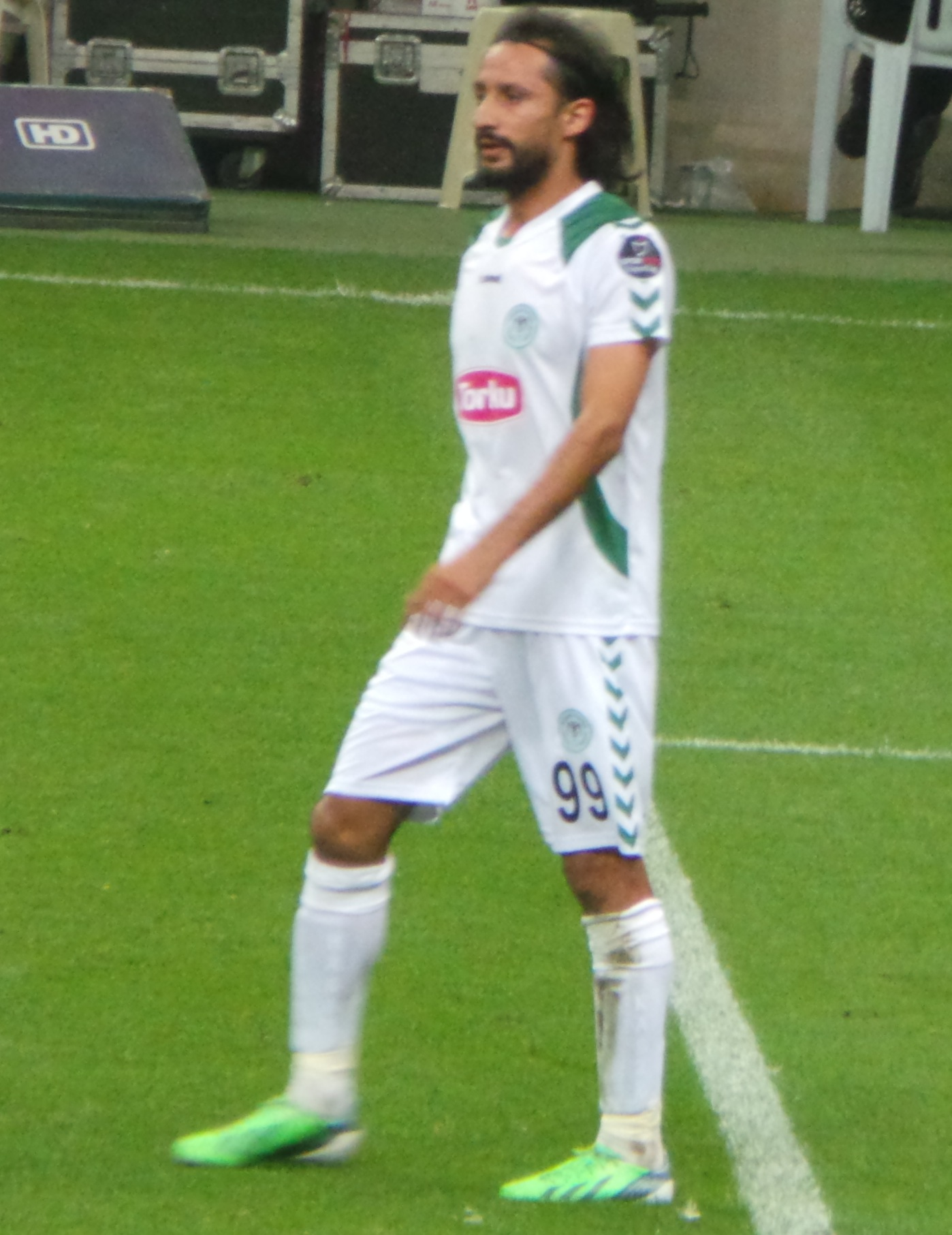
Hasan Kabze
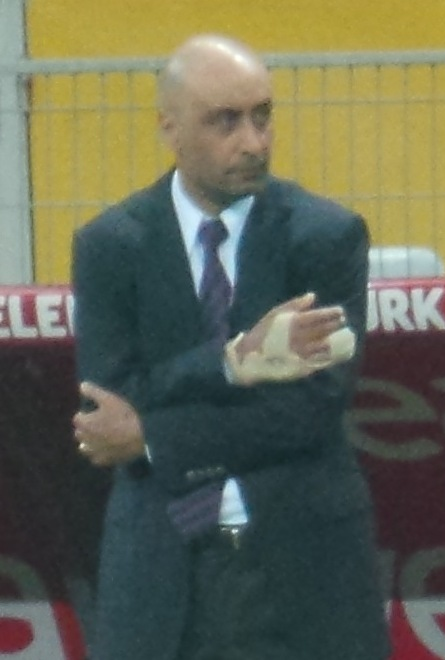
Tolunay Kafkas
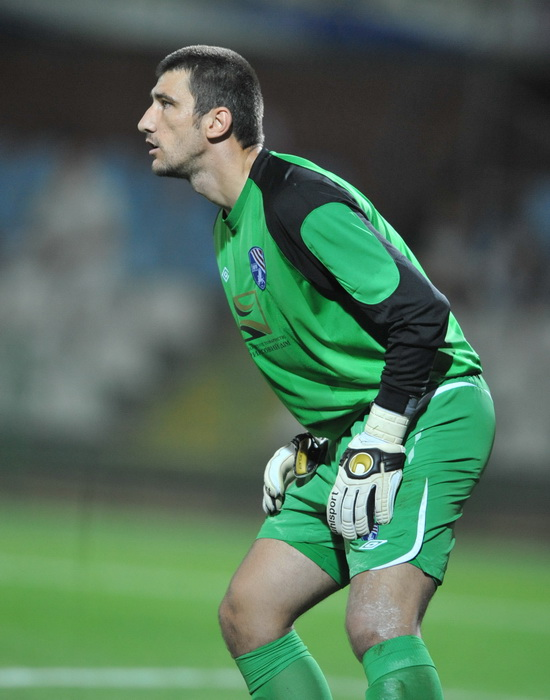
Damir Kahriman
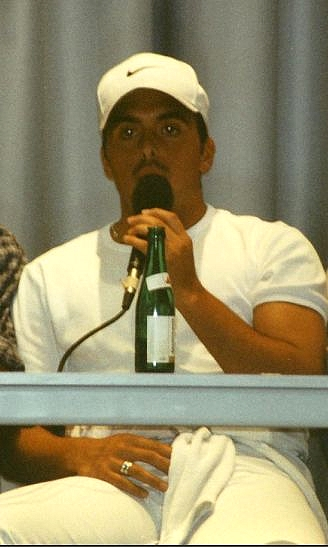
Cem Karaca
- Ünal Karaman
- Dursun Karatay
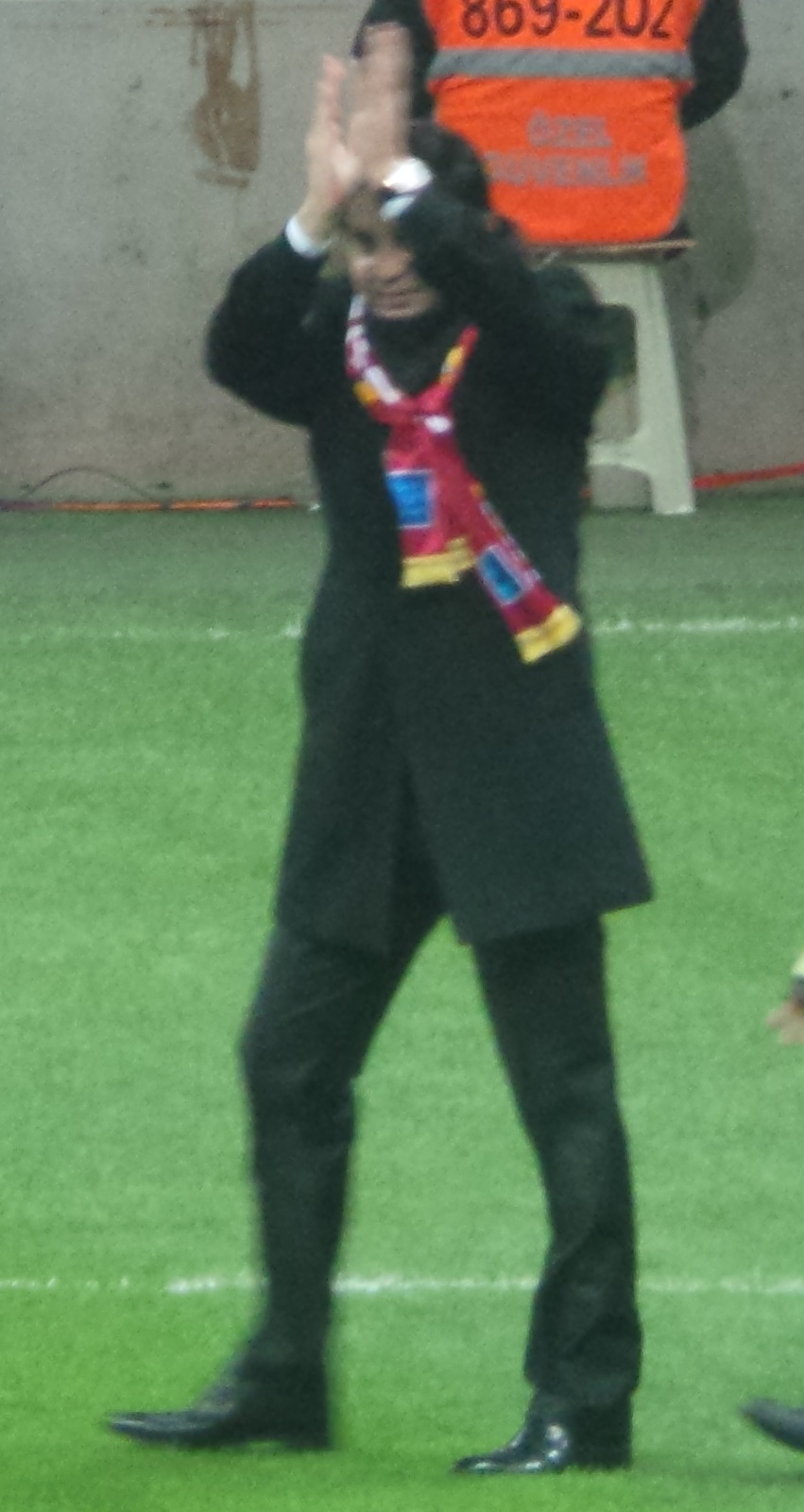
Suat Kaya
- Kauê
- Kayhan Kaynak
- Umut Kekilli
- Okan Koç
- Celaleddin Koçak
- Roman Kratochvíl
- Alban Meha
- Álvaro Mejía
- Cemal Menteşe
- Neca
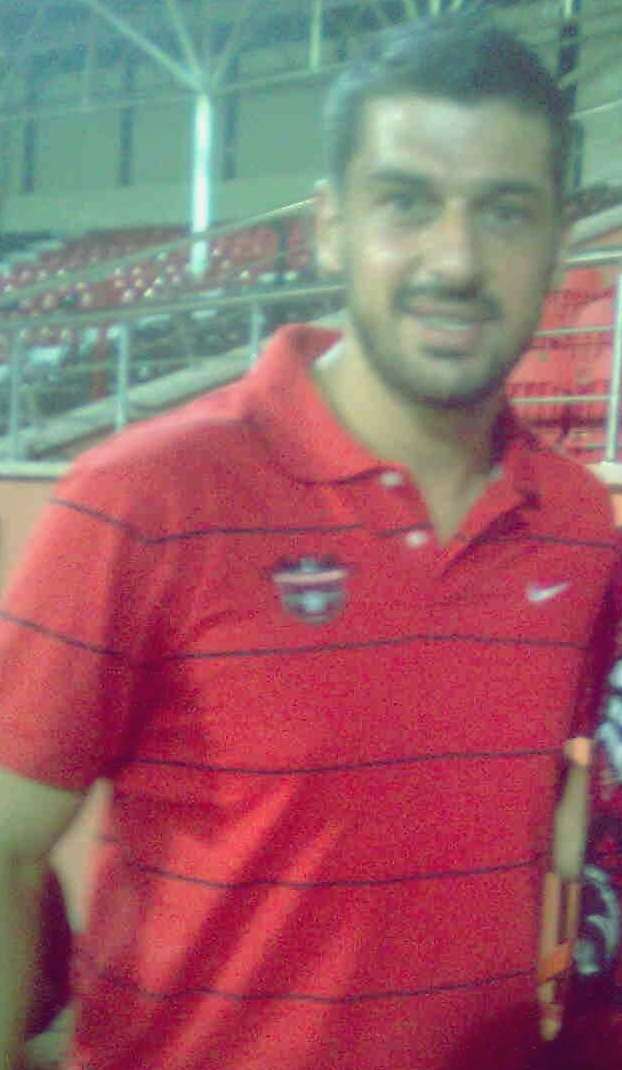
Özden Öngün
- Erman Özgür
- Branimir Poljac
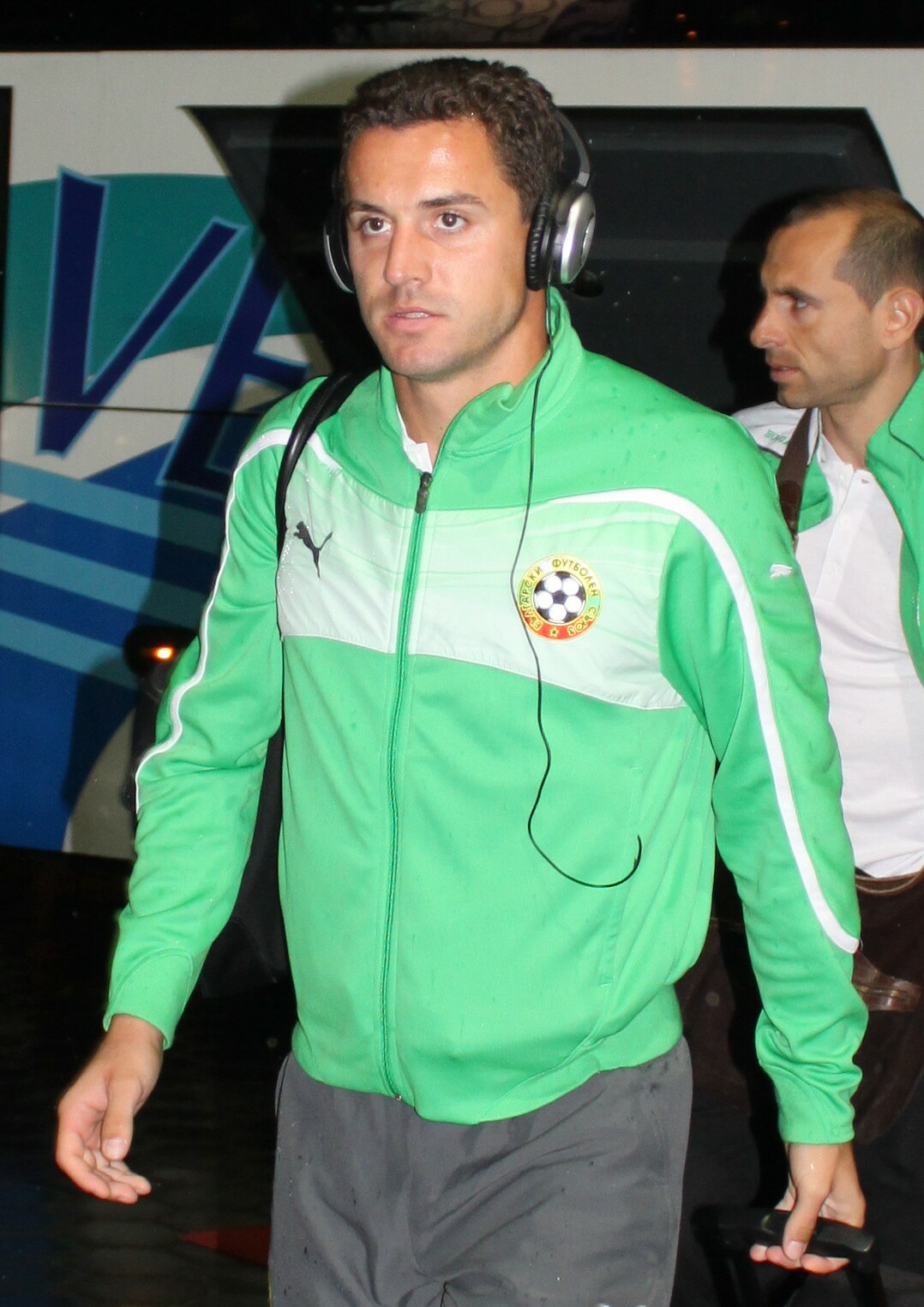
Dimitar Rangelow
- Osman Şahinoğlu
- Saffet Sancaklı
- Eren Şen
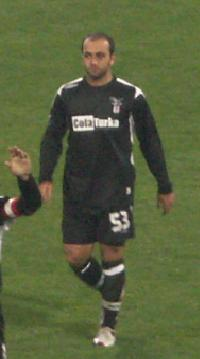
Fahri Tatan
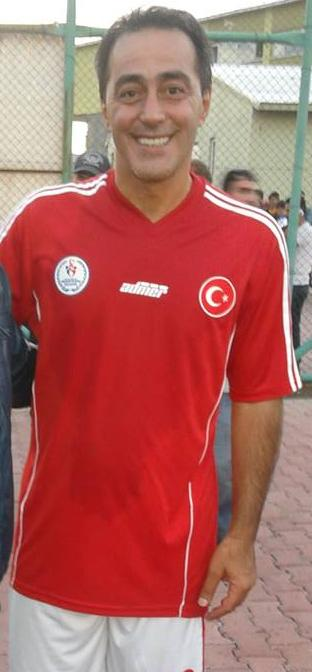
Ogün Temizkanoğlu
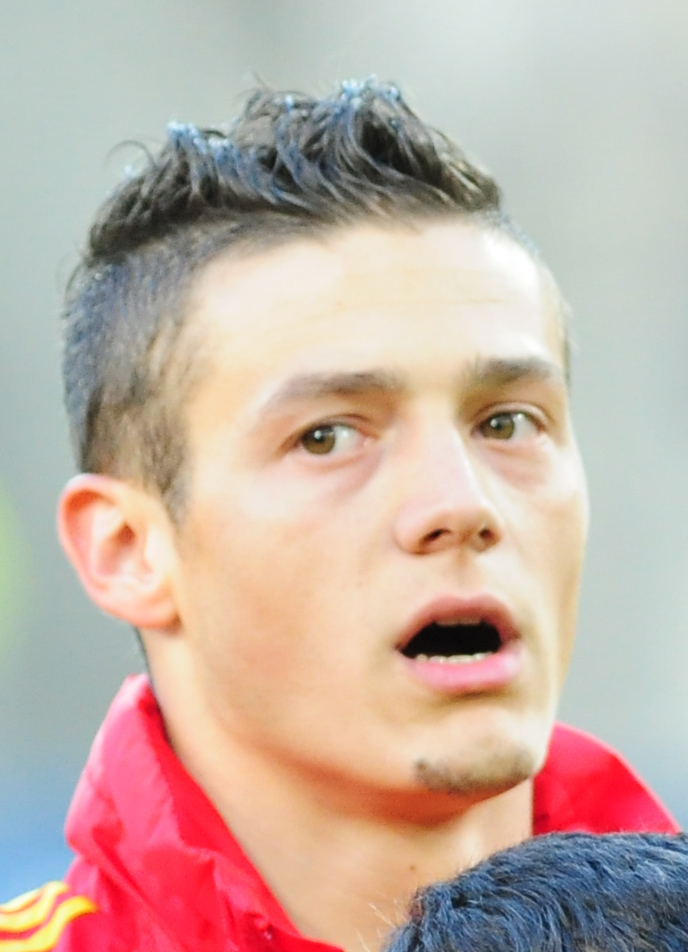
Gabriel Torje
- Ciprian Marica
- Tayfun Türkmen
- Nuri Toygün
- Vladimir Vasilj
- Jagoš Vuković
- Mücahit Yalçıntaş 1, 2
- Okan Yılmaz

- Serhat Akın
- Fatih Akyel
- Alexandar Alexandrow
- Theofanis Gekas
- Sertan Eser
- Barry Douglas
- Cenk İşler
- Hasan Kabze
- Tolunay Kafkas
- Damir Kahriman
- Cem Karaca
- Suat Kaya
- Özden Öngün
- Dimitar Rangelow
- Fahri Tatan
- Ogün Temizkanoğlu
- Gabriel Torje

## Ehemalige Trainer
- Unbekannt (1965 – Mai 1969)
- Fahrettin Cansever (August 1969 – Mai 1970[31])
- Unbekannt (August 1970 – ? 1974)
- Fahrettin Cansever (? 1974 – ? 1975[32])
- Unbekannt (? 1975 – ? 1980)
- Kazım Admış (? 1980 – September 1981[33][34][35])
- Zeynel Soyuer (Juni 1984 – September 1984)
- Arda Vural (September 1984[36] – April 1985[37])
- Coşkun Süer (August 1985 – November 1985[38][39])
- Unbekannt (November 1985 – Januar 1986)
- Kadri Aytaç (Januar 1986 – Mai 1986)
- Nevzat Güzelırmak (August 1986 – ? 1986/87)
- Özkan Sümer (? 1986/87 – Mai 1988)
- Erol Togay (August 1988 – Februar 1989)
- Şener Dal (Oktober 1988 – Februar 1989)
- Ömer Duran 1 (Februar 1989)
- Arif Çetinkaya (März 1989 – Juni 1989)
- Zoran Čolaković (September 1989 – September 1990)
- Tezcan Uzcan (September 1990[40] – November 1990)
- Ömer Duran (November 1990 – Mai 1991)
- Ömer Zengin (August 1991 – November 1991)
- Ömer Duran (November 1991 – Februar 1992)
- Franciszek Smuda (Februar 1991 – April 1992)
- Arif Çetinkaya 1 (Mai 1992 – September 1992)
- Murat Özgen (Oktober 1992 – November 1992)
- Hüsnü Macuni 1 (November 1992 – Dezember 1992)
- Ömer Zengin (Dezember 1992 – März 1993)
- Arif Çetinkaya 1 (April 1993)
- Naci Renklibay 1 (Mai 1993)
- Aldoğan Argo (Juni 1993 – Dezember 1993)
- Gündüz Tekin Onay (Januar 1994 – Mai 1994)
- Müjdat Yalman (Juni 1994 – November 1994)
- Erkan Kural (Dezember 1994 – Mai 1995)
- İsmet Arıkan (Juli 1995 – März 1996)
- Ömer Duran (April 1996 – April 1997)
- Ahmet Akcan (Juli 1997 – September 1997)
- Mehmet Kasım Gündüz (September 1997 – Dezember 1997)
- Kemal Kılıç (Dezember 1997 – Mai 1998)
- Sadi Tekelioğlu (Juli 1998 – September 1998)
- Yılmaz Vural (September 1998 – Februar 1999)
- Kemal Kılıç (März 1999 – Oktober 1999)
- Giray Bulak (Oktober 1999 – Januar 2000)
- Rıdvan Dilmen (Januar 2000 – April 2000)
- Nenad Bijedić (April 2000 – Oktober 2000)
- Mustafa Çapanoğlu (November 2000 – April 2001)
- Ziya Doğan (April 2001 – Mai 2001)
- Hüseyin Hamamcı (Juli 2001 – Mai 2002)
- Hüsnü Özkara (August 2002 – Dezember 2003)
- Mehmet Yıldırım 1 (Dezember 2003 – Januar 2004)
- Tevfik Lav (Januar 2004 – April 2004)
- Kemal Özdeş 1 (April 2004 – Mai 2004)
- Sakıp Özberk (Juli 2004 – September 2004)
- Hamza Hamzaoğlu 1 (September 2004)
- Safet Sušić (Oktober 2004 – Mai 2005)
- Aykut Kocaman (August 2005 – Mai 2006)
- Nurullah Sağlam (Juni 2006 – September 2007)
- Ünal Karaman (September 2007 – März 2008)
- Raşit Çetiner (März 2008 – September 2008)
- Nevzat Dinçbudak 1 (September 2008)
- Giray Bulak (September 2008 – Mai 2009)
- Ünal Karaman 1 (Mai 2009)
- Hüsnü Özkara (Juli 2009 – Februar 2010)
- Fuat Yaman (Februar 2010 – März 2010)
- Ziya Doğan (März 2010 – Februar 2011)
- Yılmaz Vural (Februar 2011 – Mai 2011)
- Osman Özdemir (Juli 2011 – Mai 2012)
- Hüsnü Özkara (Juli 2012 – November 2012)
- Muharrem Aydın 1 (November 2012)
- Uğur Tütüneker (November 2012 – Dezember 2013)
- Mesut Bakkal (Dezember 2013 – Oktober 2014)
- Aykut Kocaman (Oktober 2014 – Juni 2017)
- Mustafa Reşit Akçay (Juni 2017 – Oktober 2017)
- Mehmet Özdilek (Oktober 2017 – März 2018)
- Sergen Yalçın (März 2018 – Mai 2018)
- Rıza Çalımbay (Juni 2018 – November 2018)
- Aykut Kocaman (November 2018 – Februar 2020)
- Bülent Korkmaz (Februar 2020 – September 2020)[2]

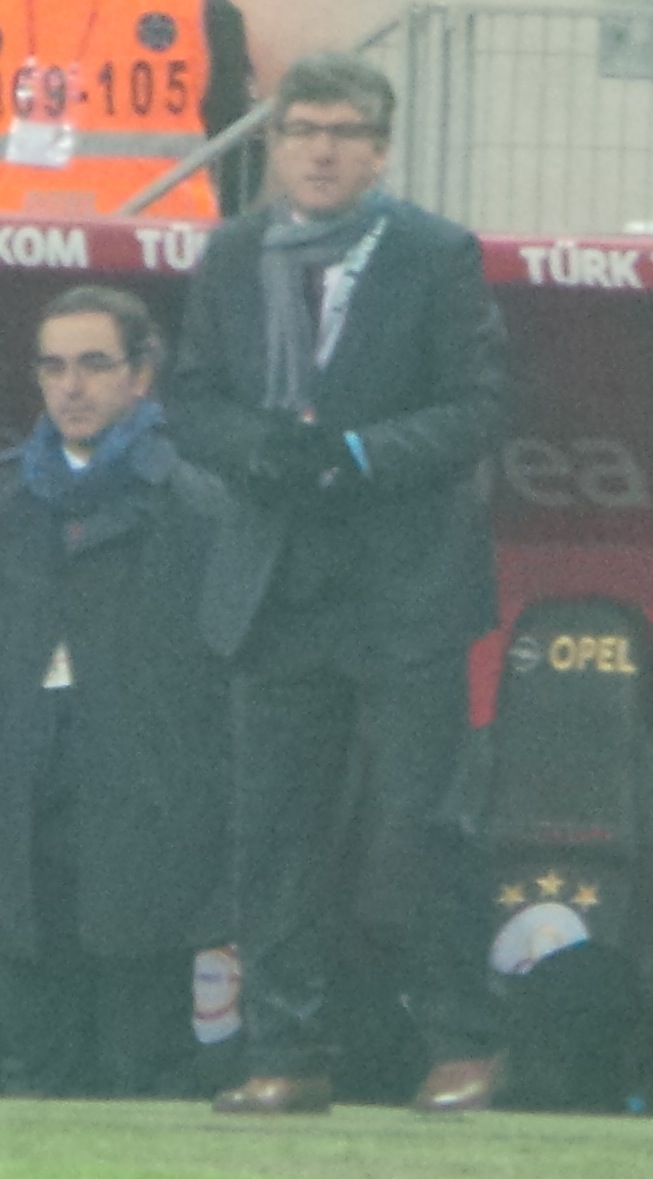
Mustafa Reşit Akçay
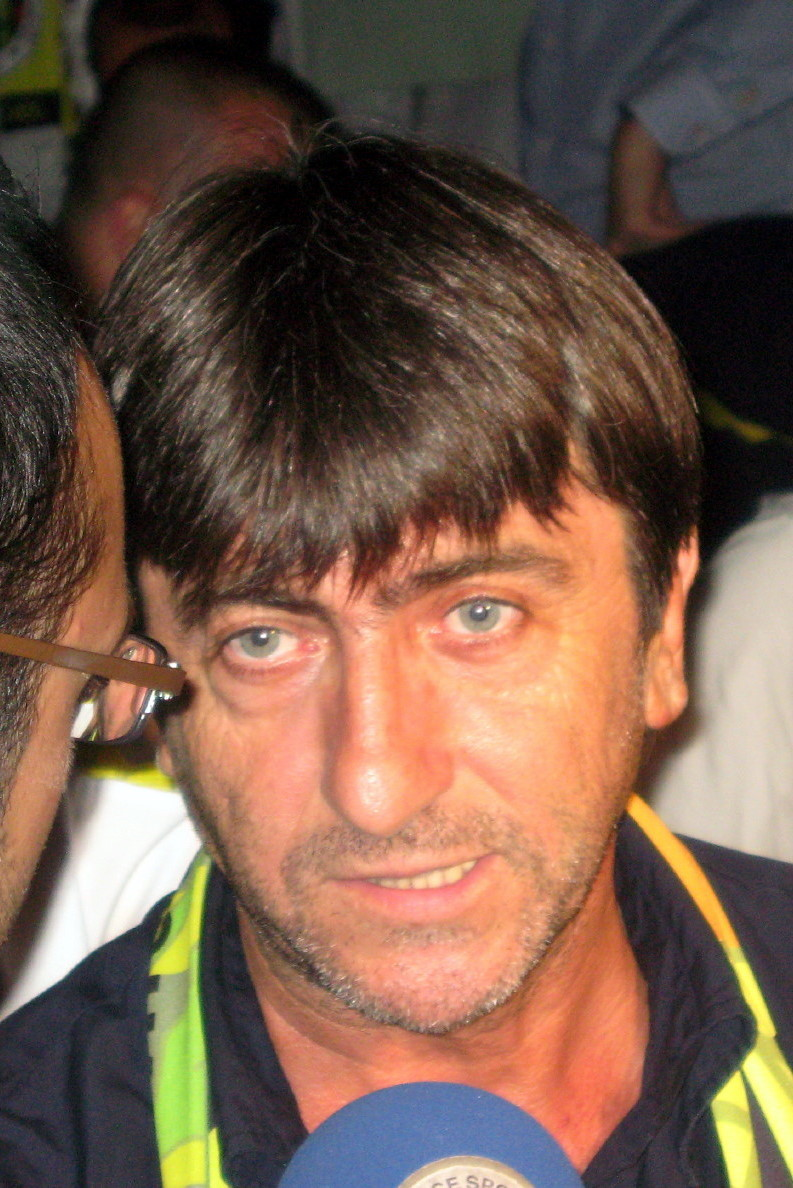
Rıdvan Dilmen
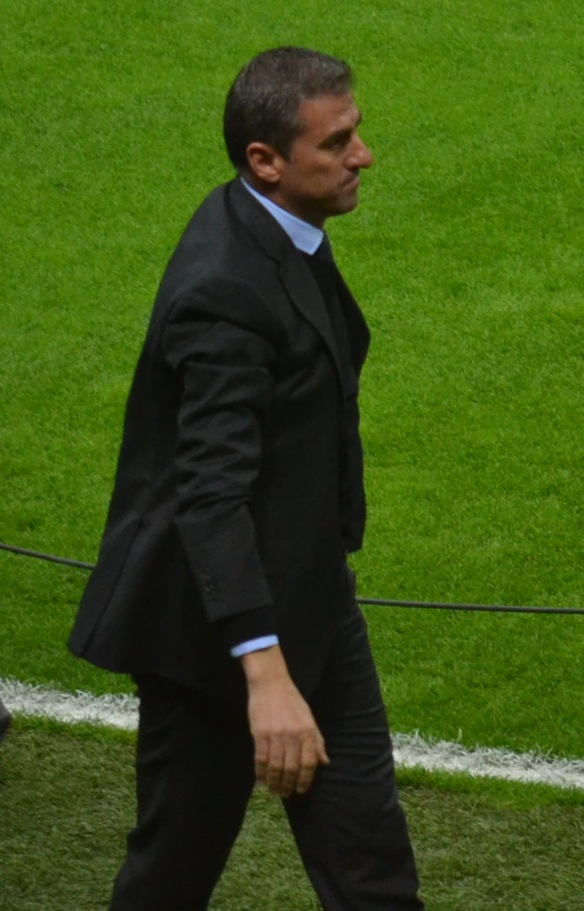
Hamza Hamzaoğlu
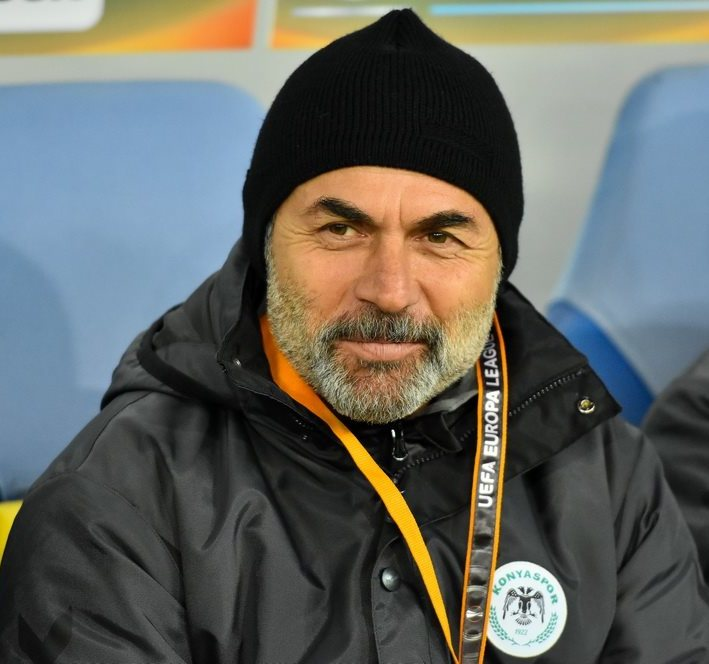
Aykut Kocaman
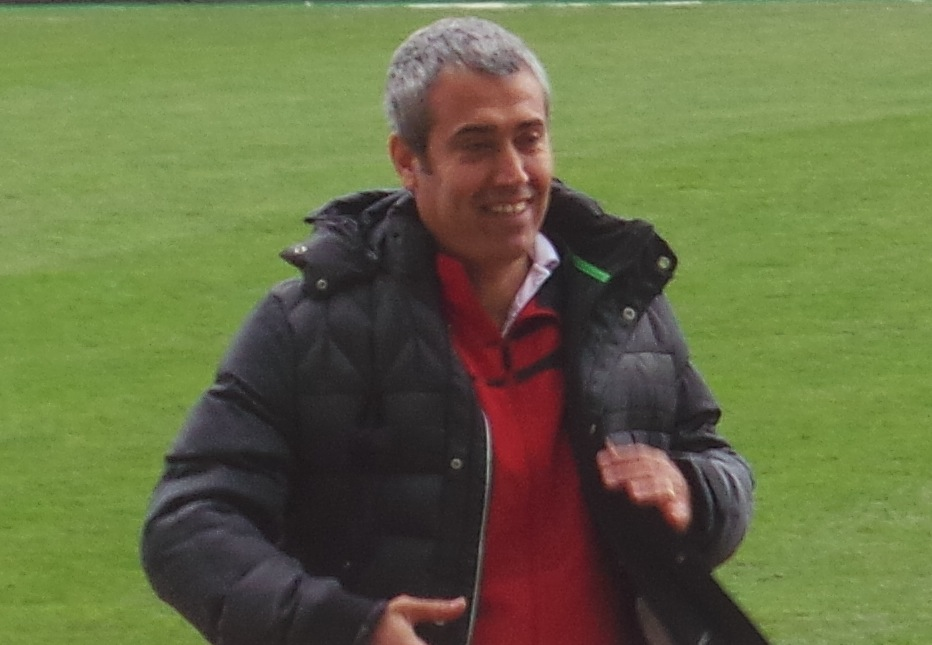
Kemal Özdeş
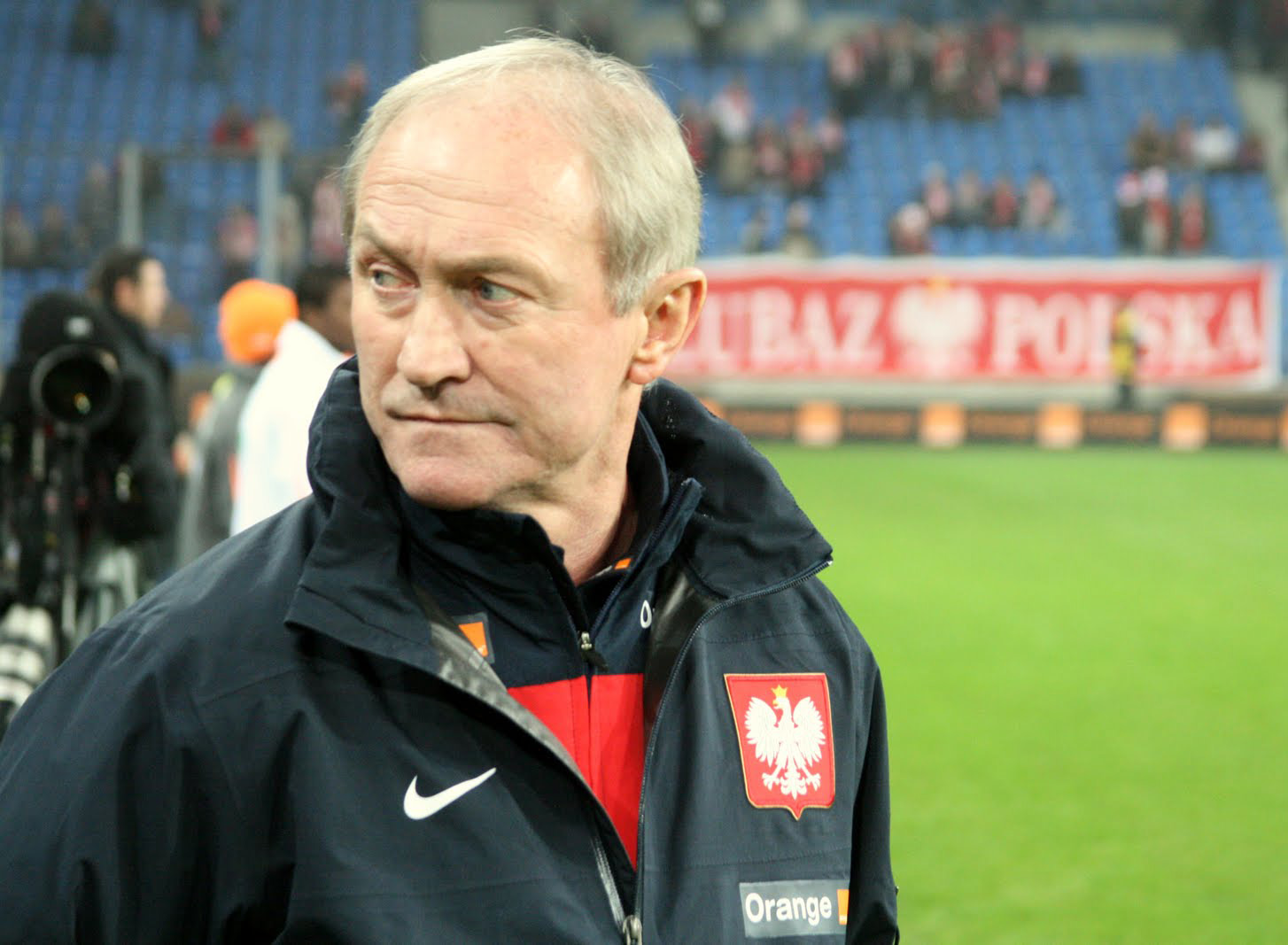
Franciszek Smuda
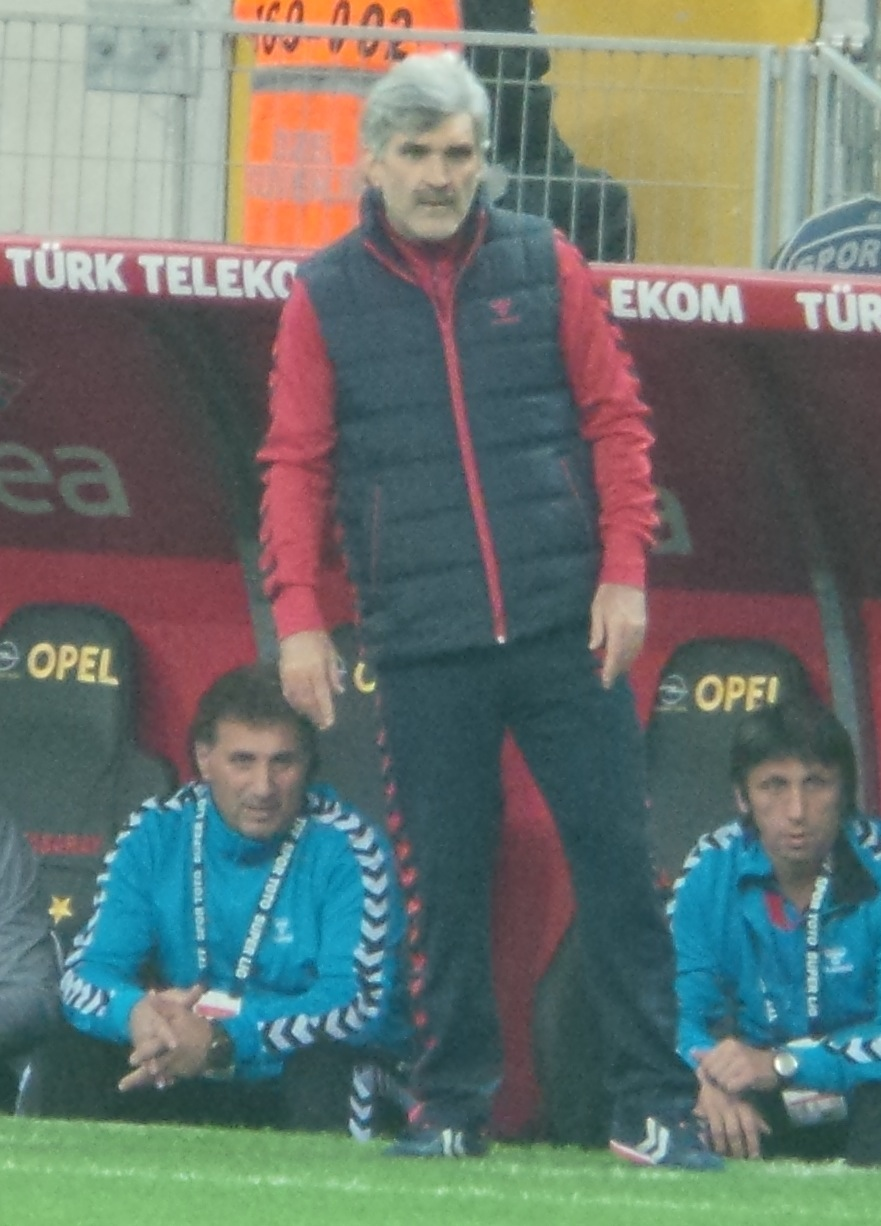
Uğur Tütüneker
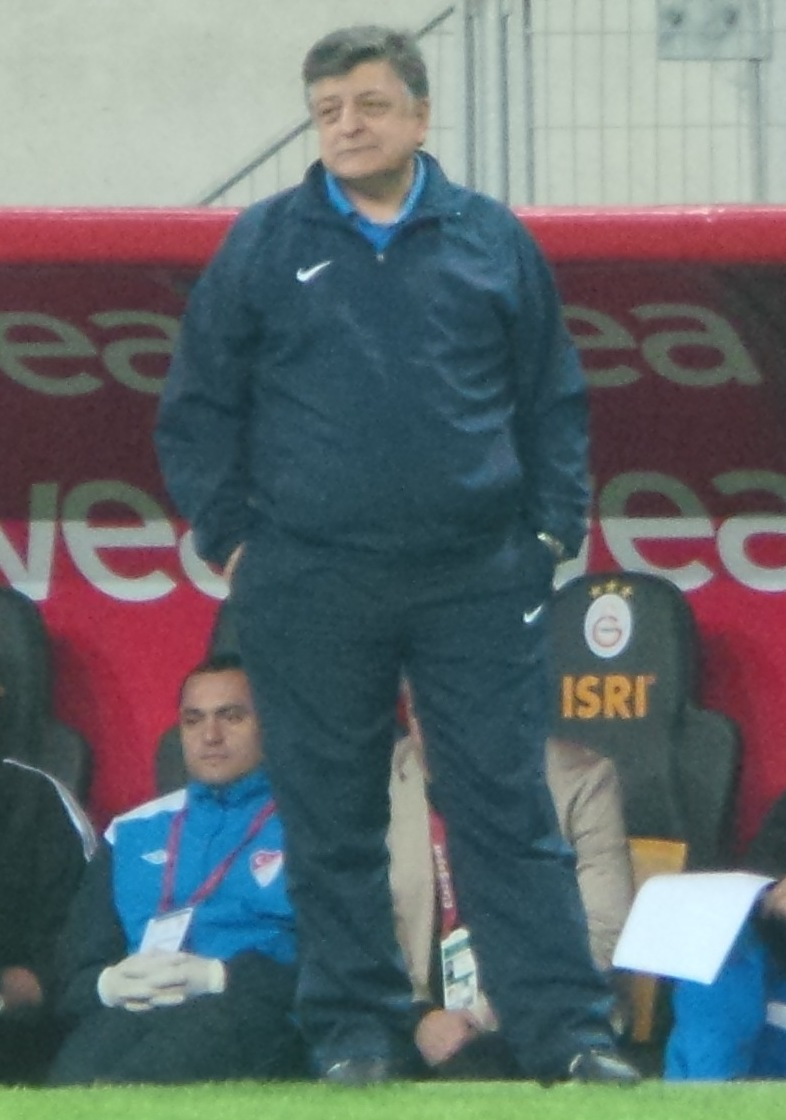
Yılmaz Vural